# Libellule de Paris

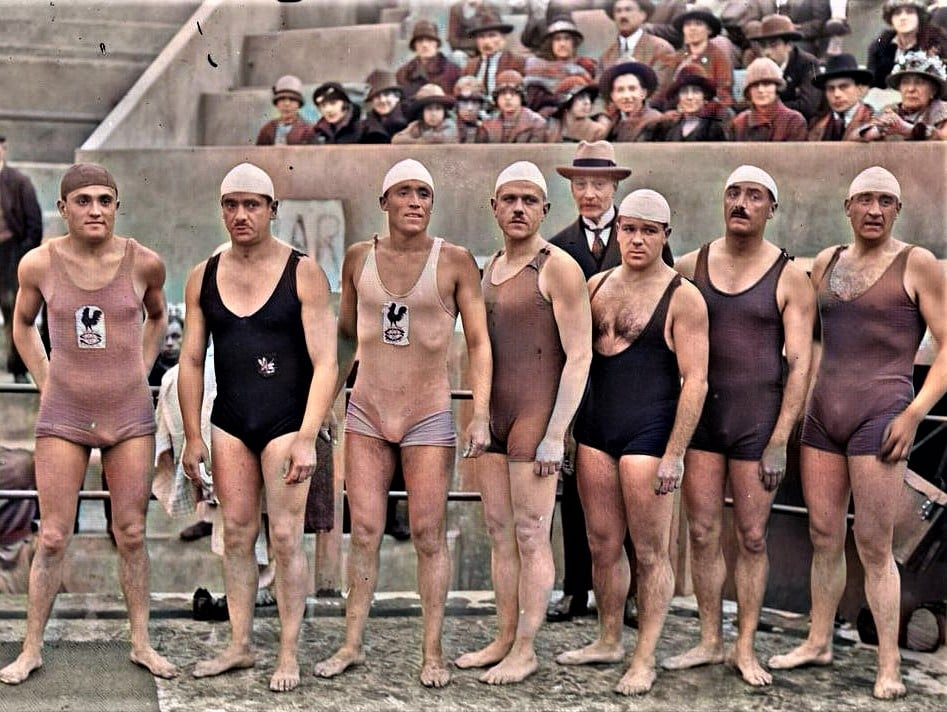

La Libellule de Paris, qui compte aujourd'hui environ deux cents adhérents chaque année, est un club français de natation et de water-polo créé en 1898 et est aujourd'hui le plus ancien club de water-polo de France encore en activité. 
La Libellule de Paris est décorée d'une médaille de bronze aux Jeux olympiques de 1900 à Paris dans cette discipline.
La Libellule de Paris  cumule cinq titres de Championnat de France de water-polo masculin, obtenus en 1902, 1903, 1904, 1907 et 1924.
Sur la saison 2021-2022, La Libellule de Paris remporte le titre de Régionale 1 et Régionale 3 et remporte la 1ère édition de la Coupe Ile-de-France.

## Club actuel
Association loi de 1901, la Libellule de Paris  permet de pratiquer l'activité de natation en loisirs, et l'activité de water-polo en compétition aux niveaux de Nationale 3 Masculine, Nationale 1 Féminine et de Régionale 3 Île-de-France. Elle propose également une école de water-polo pour les plus jeunes.
C'est un des trois clubs de la ville de Paris à proposer l'activité water-polo en compétition officielle, les deux autres étant le Racing Club de France et l'Association Montmartre Natation Sauvetage.
C'est l'unique club de water-polo de la ville de Paris qui comporte une équipe féminine évoluant en compétition officielle au niveau national.

## Anciens champions licenciés au club
Ont été Champions de France de natation en bassin de 50 m du 100 m nage libre :
- Chalier en 1899
- B. Ferret en 1900
- Louis Gondin en 1902
- Paul Vasseur en 1904, 1905, 1906, 1915
- Gérard Meister en 1907, 1908, 1909, 1910, 1912, 1913
- Georges Rigal en 1911.
- Marcel Pernot en 1916, 1918
- Raoul Seghers en 1917

Ont été Champions de France de natation en bassin de 50 m du 500 m nage libre :
- Jules Clévenot en 1900, 1901
- Henri Peslier en 1902
- Paul Vasseur en 1904, 1905, 1906, 1915
- Charles Renou en 1907, 1908, 1909
- Georges Rigal en 1916, 1918
- Marcel Pernot en 1917

A été Champion de France de natation du 1500 m nage libre :
- Henri Duvanel

En water polo :
- Albert Thévenon médaille de bronze de water polo aux Jeux olympiques d'été de 1928

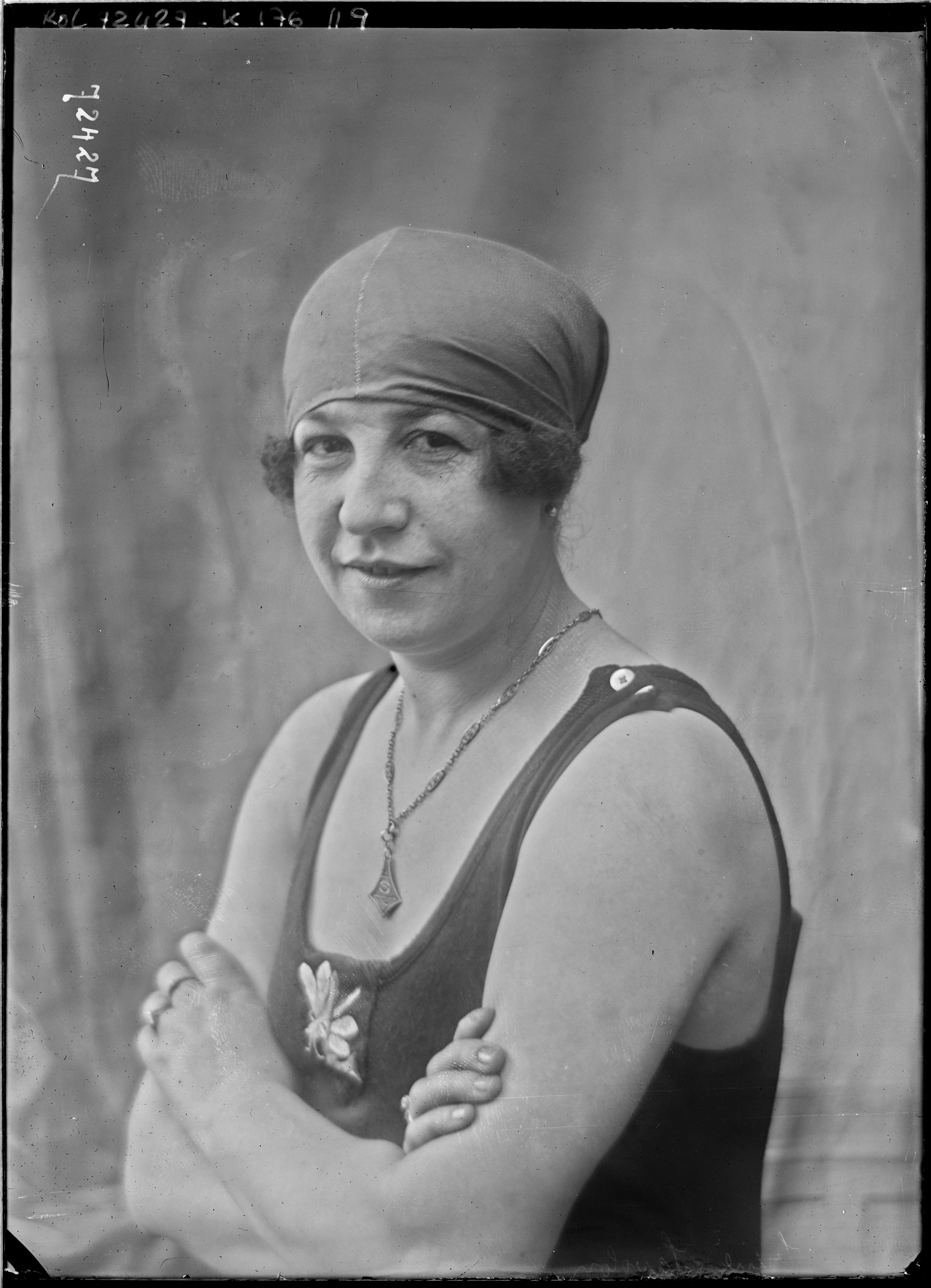
La plongeuse Irène Savolon avec son maillot du Libellule de Paris en 1922.